# Monkokehampton
Monkokehampton – wieś i civil parish w Anglii, w Devon, w dystrykcie West Devon. W 2011 civil parish liczyła 139 mieszkańców. Monkokehampton jest wspomniana w Domesday Book (1086) jako Monuchementone/Monacochamentona.